# Гуеру
Гуеру (на английски: Gweru) е град в Зимбабве, провинция Мидлендс, административен център на окръг Гуеру. През 2013 г. има 141 862 жители.
Основан през 1890 г. като пощенска станция по пътя от Булавайо до Солсбъри. До 1982 година името на града е Гвело. Градски права в Ниските земи получил през 1971 г.
Характерна сграда на града е часовникова кула, създадена през 1928 г. от местно лице на града Жан Буги, в памет на покойната му съпруга.

## Побратимени градове
- Бирмингам, Съединени американски щати
- Цумеб, Намибия